# Azzaba (Algérie)
Pour les articles homonymes, voir Azzaba et Jemmapes.
Azzaba (en arabe : عزابة, en tifinagh : ⵜⴰⵄⴻⵣⴻⴱⵜ), anciennement connue sous le nom de Jemmapes durant la période de colonisation française, est une commune algérienne située dans la wilaya de Skikda. Elle se trouve à l'est du chef-lieu de cette wilaya.

## Géographie
Azzaba, située dans la wilaya de Skikda en Algérie, est la plus vaste daïra de la région et la deuxième commune la plus peuplée après Skikda. Nichée entre le littoral méditerranéen et la chaîne montagneuse, cette localité occupe une position géographique stratégique au cœur de la vallée du Fendek, qui constitue un passage incontournable sur l'axe reliant Annaba à Constantine. Elle se trouve à environ 40 kilomètres de Skikda, à 73 kilomètres d'Annaba, à 59 kilomètres de Guelma et à 89 kilomètres de Constantine. Les plages de Guerbés, à seulement une demi-heure de route, offrent un accès facile à la mer depuis la ville.
Azzaba comprend plusieurs quartiers résidentiels, notamment Azzaba centre, Pierre-Farina, Gribissa, Diar Ezzetoun, Elmechta, Elmdjaldi, Frères-Souissi et Bayard.
La ville est traversée par l'oued el Fendek, le principal cours d'eau de la région, qui coule au pied de la ville.

## Histoire
Le village algérien trouve son origine en 1848 ; il est situé à 32 km de Philippeville et à 91 km de Constantine, dans la vallée de l'oued Fendeck. Construit sur un léger promontoire, garantissant une certaine salubrité pour l'avenir, le village se trouve sur le tracé de la ligne de chemin de fer Bône-Constantine, ce qui facilitera le commerce. La colonie agricole est initialement composée de 120 familles recrutées à Paris. Le lieu, d'abord appelé "Village du Fendeck", est ensuite baptisé "Jemmapes". Les ruines romaines découvertes sur place attestent d'une installation ancienne propice.
Cependant, l'arrivée des premiers colons à la fin de 1848 se solde par un échec pour plusieurs raisons : les Parisiens, majoritairement artisans ou ouvriers, ignorent les pratiques agricoles ; ils vivent sous des tentes pendant près d'un an, et nombre d'entre eux succombent au paludisme et à une épidémie de choléra. Après le rapatriement de certaines familles, ce sont des agriculteurs de Franche-Comté puis des familles de diverses régions de France qui s'installent à Jemmapes. En 1871, ils sont rejoints par des Alsaciens fuyant l'occupation allemande.
Peu à peu, le village s'organise et devient une ville à part entière. Toutefois, les habitants doivent surmonter de nombreuses épreuves, notamment lorsque le phylloxéra ravage les vignes qu'ils ont plantées. Seuls les agriculteurs les plus résilients parviennent à repartir de zéro malgré les conditions météorologiques défavorables (sirocco, grêle) et les invasions de sauterelles. Leur persévérance finit par être récompensée, avec des médailles décernées pour la qualité des agrumes et de l'huile d'olive produite.
La Première Guerre mondiale amène de nouveaux habitants à Jemmapes, notamment des personnes fuyant les zones de conflit. Après l'indépendance de l'Algérie, elle est nommée Azzaba.

## Économie
Les agriculteurs de cette région se distinguent par la production de fruits et légumes de qualité supérieure, parmi lesquels on compte le blé, les oranges, le maïs, le millet, les melons et les pastèques. En outre, le territoire est en grande partie couvert de forêts, dominées par des chênes-lièges, des chênes verts, des oliviers, des frênes, des ormes et des peupliers. La ville d'Azzaba dispose d'un petit centre commercial nommé « CIBA ». Elle est également dotée d'un hôtel, d'une piscine et d'un hammam.
Azzaba connaît une croissance urbaine soutenue, accompagnée d'un développement économique notable. Ce dernier se manifeste par une multiplication des activités commerciales, incluant des restaurants, des fast-foods, des épiceries, des cafés et des marchands de glaces. La ville abrite également une entreprise publique économique (EPE) spécialisée dans l'emballage métallique, connue sous le sigle EMB.

## Transport
Le transport urbain dans cette ville est bien développé, comprenant des lignes de bus et des services de taxis. La ville est connectée aux autres villes via le chemin de fer, la route nationale et l'autoroute Est-Ouest.

## Démographie
Les habitants de la ville d'Azzaba sont majoritairement des Amazighs, arrivés au 18e siècle pour s'établir dans la région délimitée entre l'Oued El Fendeck et l'Oued Adjoul.
Évolution de la population[réf. nécessaire]
- 1960 : 12 000 habitants
- 1970 : 19 000 habitants
- 1980 : 24 000 habitants
- 1990 : 33 000 habitants
- 1998 : 48 000 habitants
- 2008 : 56 922 habitants
- 2020 : 76 320 habitants
- 2023 : 92 600 habitants
- azzaba se compose de plusieurs localités et agglomérations qui s'englobent sur une superficie de 206 Km² , des agglomérations aussi bien proches que lointaines . La plus proche c'est Manzel bandich à 2,5 km au centre-ville, ainsi s'ensuivent zaouia , Manzel abtal, mechta , khayadra , ferfour , siafa , ras-el-ma, bouzra.

## Sport
Azzaba dispose d'un stade olympique. Fondée en 1961, son équipe de football, nommée Jeunesse Joyeuse d'Azzaba (JJA), évolue dans les divisions inférieures du championnat de football. La ville est également dotée d'une piscine semi-olympique et d'un centre destiné à la pratique de la pétanque.

## Personnalités liées à la ville
- Azzeddine Medjoubi, acteur algérien, est né à Azzaba en 1945.
- Ali Mendjeli, colonel algérien, y est né en 1922.
- Ahmed Hebhoub, figure éminente de la révolution algérienne, est y né en 1931  . Il a occupé le poste de commandant en chef durant la guerre de libération de l'Algérie. Ahmed Hebhoub est décédé le 31 décembre 2019 à Azzaba.
- Le colonel Abdelhamid LATRÈCHE né le 27/02/1931 à Azzaba , il a occupé le poste secrétaire général du ministère de la défense